# جيمس إم. شيلدون
جيمس إم. شيلدون (بالإنجليزية: James M. Sheldon)‏ هو لاعب كرة قدم أمريكية أمريكي، ولد في 1880، وتوفي في 7 يوليو 1965 في لا بورت في الولايات المتحدة.